# Kalmink
Kalmink - i Floda ofta kallat karmin - är ett högkvalitativt, tättvävt och efterbehandlat ylletyg av kamgarn, som finns omnämnt i skrift redan på 1500-talet. I England kallas tyget calamanco, vilket kan syfta på att det till en början blandades in kamelhår i ullen. De flesta bevarade kalminkerna tillverkades i Norwich, en stad vid Englands östkust, känd för sin färgning och efterbehandling av tyger . Tygerna vävdes oftast helt i ull i en mängd färger och mönster, ofta kalrandiga. Första gången ordet callimancoe noteras i Norwich är 1594. Man använde då tygerna till manskläder såsom västar, ytterplagg, knäbyxor och inredningstyger. 
Produktionen av kalminker nådde en topp under 1700-talets senare del, då Norwichtextilier nått hela världens marknad, speciellt Europa, Sydamerika och Fjärran Östern. Kalminktygerna blev mycket populära hos allmogen, dock problematiserad av importrestriktion  men underlättad av smuggling från Norge. I Nordiska museets samlingar finns ett åttiotal plagg, de flesta livstycken och västar. På museet Bridewell i Norwich finns ett 15-tal tygprovsböcker från de sista åren av 1700-talet bevarade. Böckerna innehåller hundratals tygprover och presenterade utbudet för hugade kunder.